# Jean Théodore Lacordaire
Jean Théodore Lacordaire, född 1 februari 1801 i Recey-sur-Ource nära Châtillon-sur-Seine i departementet Côte-d'Or, död 18 juli 1870 i Liège, var en franskfödd naturforskare och forskningsresande, verksam i Belgien.
Lacordaire studerade först juridik i Dijon och inledde 1825 en forskningsresa till Sydamerika, som han intill 1832 besökte fyra gånger, liksom han i samme tidsrum företog en resa till Senegal. Han blev 1835 professor i zoologi, senare i jämförande anatomi vid universitetet i Liège. Han invaldes 1868 som utländsk ledamot av Vetenskapsakademien i Stockholm.
Förutom reseskildringar i Revue des Deux Mondes författade Lacordaire främst entomologiska arbeten och uppnådde genom dessa en ställning som en av sin tids främsta entomologer. Hans huvudarbeten är Introduction à l'entomologie (två band, Paris 1834–1837), Histoire naturelle des insectes: Genera des coléoptères (tolv band, 1854–1870) samt monografier över olika större skalbaggsgrupper.